# Cercophis auratus
Genre
Espèce
Synonymes
- Cercophis aurata
- Dendrophis aurata,  Schlegel, 1837
- Dendrophis auratus,  Schlegel, 1837
- Uromacer ricardinii,  Peracca, 1897 
 Amaral, 1929
- Uromacerina ricardinii,  Peracca, 1897

Cercophis auratus, unique représentant du genre Cercophis, est une espèce de serpents arboricole diurne de la famille des Dipsadidae.

## Étymologie
Du latin aurum (doré), et du grec ancien κέρκος, kérkos  (queue) et  ὄφις, óphis *\ó.pʰis\,(serpent).

## Taxonymie et systématique
Uromacerina ricardinii, considéré comme l'unique représentant du genre Uromacerina jusqu'en 2019, a été fusionné avec Cercophis auratus.

## Classification
C'est une espèce de serpents classée au sein de la famille des Dipsadidae.

## Répartition
Cette couleuvre très rare a été considérée comme endémique du Suriname jusqu'en 2019, mais a été majoritairement observée dans les forêts humides de la côte brésilienne. À la fin des années 2010, dans le cadre d'un reéxamen de la collection herpétologique de l'université fédérale du Ceará, 2 spécimens de Cercophis auratus ont été recensés dans l'écorégion de caatinga.
Jusqu'à sa synonymisation avec Cercophis auratus par les systématiciens, Uromacerina ricardinii, a été identifiée comme étant endémique du Brésil, en particulier dans les États de São Paulo, de Santa Catarina, de Rio de Janeiro, du Paraná, du Rio Grande do Sul, de Pará, de Bahia, d'Espírito Santo et du Minas Gerais.

## Alimentation
D'après le contenu de l'estomac de trois spécimens, cette couleuvre se nourrit au moins de grenouilles arboricoles (Hylidae).